# In the Service of the King
In the Service of the King è un cortometraggio muto del 1909 diretto da Lewin Fitzhamon.

## Trama
Una nuova recluta riesce a organizzare i soccorsi per salvare un ufficiale ferito.

## Produzione
Il film fu prodotto dalla Hepworth.

## Distribuzione
Distribuito dalla Hepworth, il film - un cortometraggio di 152,4 metri - uscì nelle sale cinematografiche britanniche nel gennaio 1909. Nel maggio dello stesso anno, fu presentato anche negli Stati Uniti dall'Empire Film Company.
Si conoscono pochi dati del film che, prodotto dalla Hepworth, fu distrutto nel 1924 dallo stesso produttore, Cecil M. Hepworth. Fallito, in gravissime difficoltà finanziarie, il produttore pensò in questo modo di poter almeno recuperare il nitrato d'argento della pellicola.